# Njoki Ndung’u

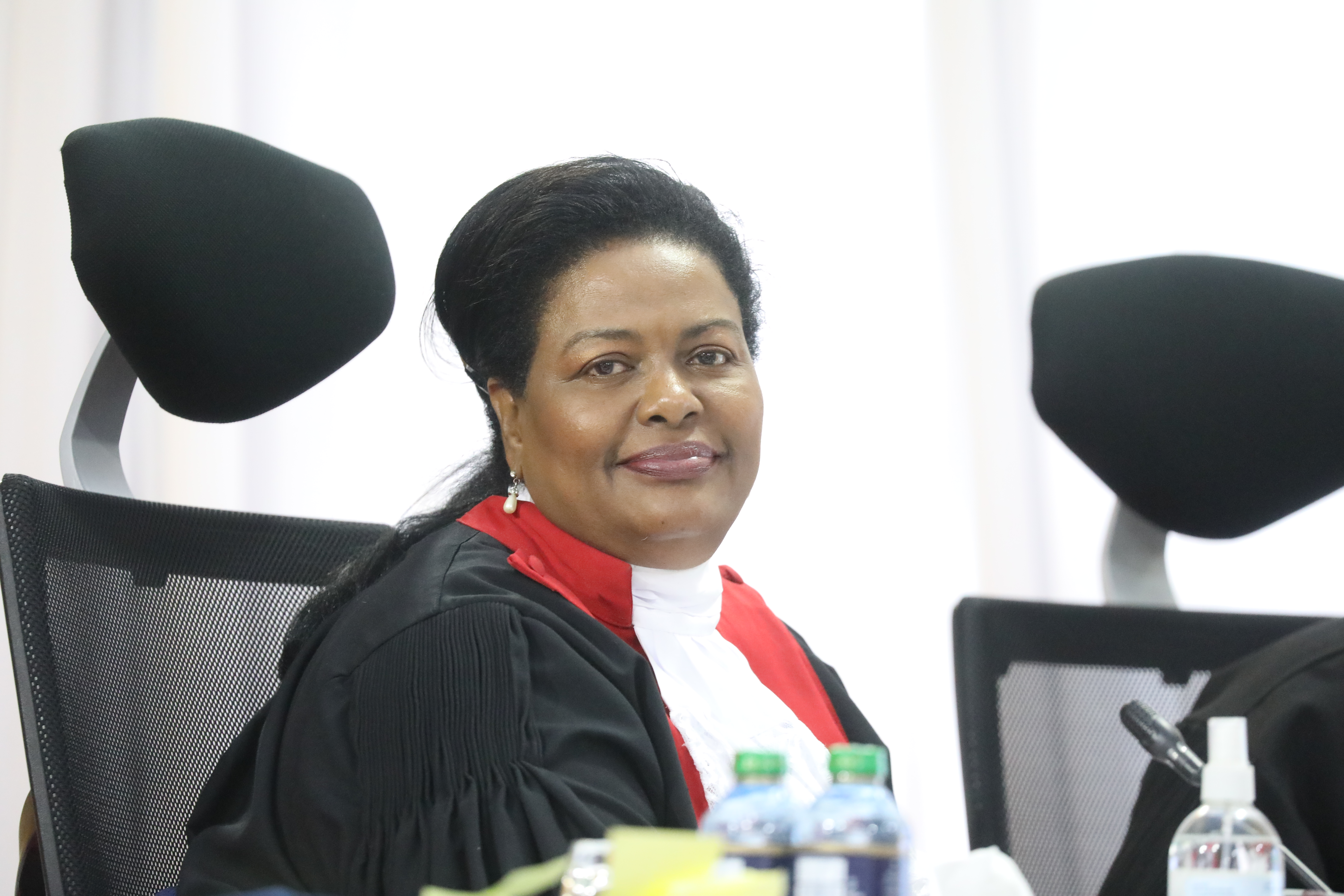
Njoki Ndung’u

Njoki Ndung’u (* 1965) ist eine kenianische Juristin, Politikerin und Richterin am Obersten Gericht Kenias.

## Leben
Sie wuchs als Tochter einer Familie der Mittelklasse auf und besuchte die Kenya High, von der sie 1983 mit Abschluss abging. Es folgte der Besuch des Valley Secretarial College, bevor sie die Universität Nairobi besuchte, um dort Rechtswissenschaft zu studieren. Nachdem sie dort einen juristischen Abschluss erzielt hatte, studierte sie noch an der Kenya School of Law, bevor sie an die Universität Leicester ging, um dort den Grad eines Masters of Laws zu erhalten.
1993 begann sie ihre juristische Karriere nach einem Australien-Aufenthalt im State Law Office unter Attorney General Amos Wako. Ende 1993 wechselte sie zum Institute for Education in Democracy. Dieses Institut befasst sich damit, Personen und Institutionen in der Lage zu versetzen an demokratischen Wahlen teilzunehmen. Ndung'u befasste sich während ihrer zweijährigen Tätigkeit für das Institut vor allem mit der Bildung für weibliche Wähler. Es folgte eine Beschäftigung beim Hohen Flüchtlingskommissar der Vereinten Nationen (UNHCR). Es schloss sich eine Tätigkeit für Women in Law and Development In Africa (WILDAF) an, für die sie das Büro in Nairobi gründete. In dieser Zeit begann sie sich nicht nur für Frauenrechte, sondern verstärkt auch für Menschenrechte einzusetzen. Sie war dann als Beraterin für die Organisation für Afrikanische Einheit tätig.
2002 kandidierte sie für das kenianische Parlament. Als Abgeordnete brachte sie unter anderem ein Gesetz gegen sexuelle Belästigung (Sexual Offences Act 2006) und ein Gesetz zu elterlichen Rechten und Pflichten (Maternity and Paternity Act 2007) ein. Von 2003 bis 2007 gehörte sie auch dem Panafrikanischen Parlament an. Ferner war sie Mitglied des Expertengremiums zur Erarbeitung der Kenianischen Verfassung, die mit dem Verfassungsreferendum in Kenia 2010 angenommen wurde.
2011 wurde sie zur ersten weiblichen Richterin am Supreme Court of Kenya ernannt und durch das Parlament bestätigt.